# Kreis Aszód
Der Kreis Aszód (ungarisch Aszódi járás) ist ein Kreis im Nordosten des zentralungarischen Komitats Pest. Der Kreis grenzt im Westen an den Kreis Vác und im Südwesten an den Kreis Gödöllő. Im Norden bildet der Kreis Pásztó (Komitat Nógrád) die Grenze, im Osten der Kreis Hatvan und im Südosten der Kreis Jászberény (beide Komitat Jász-Nagykun-Szolnok).

## Geschichte
Der Kreis ging während der ungarischen Verwaltungsreform Anfang 2013 aus dem gleichnamigen Kleingebiet (ungarisch Aszódi kistérség) hervor und wurde noch um zwei Gemeinden aus dem Ende 2012 aufgelösten Kleingebiet Veresegyház (ungarisch Veresegyházi kistérség) erweitert.

## Gemeindeübersicht
Der Kreis Aszód hat eine durchschnittliche Gemeindegröße von 3.317 Einwohnern auf einer Fläche von 27,12 Quadratkilometern. Die Bevölkerungsdichte des mittleren Kreises liegt unter dem Komitatsdurchschnitt von 193 Einwohnern/km². Der Kreissitz befindet sich in der einzigen Stadt, Aszód, in Kreismitte gelegen.
| 11 Gemeinden | Status       | Herkunft Kleingebiet | Einwohnerzahl | Einwohnerzahl | Einwohnerzahl | Fläche (km²) | Bevölkerungs- dichte (Ew./km²) |
| 11 Gemeinden | Status       | Herkunft Kleingebiet | 01.10.2011    | 01.01.2013    | 01.01.2016    | 01.01.2016   | Bevölkerungs- dichte (Ew./km²) |
| ------------ | ------------ | -------------------- | ------------- | ------------- | ------------- | ------------ | ------------------------------ |
| Aszód        | Stadt        | Aszód                | 6.258         | 6.163         | 6.160         | 16,20        | 380,2                          |
| Bag          | Großgemeinde | Aszód                | 3.846         | 3.710         | 3.596         | 23,55        | 152,7                          |
| Domony       | Gemeinde     | Aszód                | 2.206         | 2.159         | 2.102         | 21,80        | 96,4                           |
| Galgahévíz   | Gemeinde     | Aszód                | 2.494         | 2.489         | 2.488         | 31,18        | 79,8                           |
| Galgamácsa   | Gemeinde     | Veresegyház          | 1.918         | 1.854         | 1.734         | 43,31        | 40,0                           |
| Hévízgyörk   | Gemeinde     | Aszód                | 3.029         | 2.997         | 2.982         | 22,85        | 130,5                          |
| Iklad        | Gemeinde     | Aszód                | 2.071         | 2.031         | 1.974         | 11,21        | 176,1                          |
| Kartal       | Großgemeinde | Aszód                | 5.602         | 5.617         | 5.606         | 29,11        | 192,6                          |
| Tura         | Stadt        | Aszód                | 7.774         | 7.721         | 7.689         | 55,92        | 137,5                          |
| Vácegres     | Gemeinde     | Veresegyház          | 884           | 849           | 851           | 13,67        | 62,3                           |
| Verseg       | Gemeinde     | Aszód                | 1.390         | 1.402         | 1.309         | 29,57        | 44,3                           |
| Kreis Aszód  |              |                      | 37.472        | 36.992        | 36.491        | 298,37       | 122,3                          |